# Xylopia ekmanii
Xylopia ekmanii este o specie de plante angiosperme din genul Xylopia, familia Annonaceae, descrisă de Robert Elias Fries. A fost clasificată de IUCN ca specie vulnerabilă. Conform Catalogue of Life specia Xylopia ekmanii nu are subspecii cunoscute.